# Heinrich I. (Navarra)
Heinrich I. der Dicke (französisch: Henri le Gros, Spanisch: Enrique el Gordo) (* um 1249; † 22. Juli 1274 in Pamplona) war (als Heinrich III.) Graf der Champagne und Brie sowie König von Navarra von 1270 bis 1274 aus dem Haus Blois.
Er war der jüngste Sohn des Grafen Theobald IV. von Champagne, der 1234 als Theobald I. König von Navarra wurde, und Margarete von Bourbon. Er wurde mit der Grafschaft Rosnay apanagiert und übernahm 1270 die Regentschaft in Navarra, nachdem sein älterer Bruder Theobald II. (Theobald V. von Champagne) zum siebten Kreuzzug aufbrach. Als dieser dort im Dezember 1270 erbenlos verstarb, folgte ihm Heinrich als König von Navarra und Graf der Champagne.
Seine Proklamation in Pamplona fand im März 1271 statt, seine Krönung erst im Mai 1273. Nach einer kurzen Regierung, in welcher Navarra gänzlich unter den Einfluss Frankreichs geriet, starb er bereits im Juli 1274, der Überlieferung nach aufgrund seiner eigenen Körperfülle. Nach seinem Tod brachen in Pamplona Aufstände gegen die Franzosen aus, worauf seine Witwe und Erbtochter zur Flucht an den Hof des französischen Königs genötigt waren.
Mit seinem Tod erlosch die männliche Linie der Grafen der Champagne und Könige von Navarra.
Heinrich heiratete 1269 in Melun Blanche d’Artois († 2. Mai 1302), Tochter des Grafen Robert I. und Nichte des französischen Königs Ludwig IX. Sein einziges eheliches Kind, seine Tochter Johanna I. wurde seine Nachfolgerin. Ihre 1284 geschlossene Ehe mit Philipp IV., der im gleichen Jahr König von Frankreich wurde, vereinigte das Königreich Navarra mit Frankreich und machte die Champagne zum Teil der französischen Krondomäne.
In Dantes Göttlicher Komödie tritt Heinrichs Geist vor den Toren des Fegefeuers auf, wo er sich zusammen mit einer Reihe weiterer europäischer Monarchen des 13. Jahrhunderts aufhält. Er wird nicht direkt genannt, sondern lediglich als „mit dem freundlichen Gesicht“ und „Schwiegervater der Pest von Frankreich“ bezeichnet.